# 高蓓明
高蓓明（1959年5月7日—）是一名居住在德国的华人基督徒作家，歐洲華文作家協會会员。

## 生平
高蓓明1959年5月7日生于上海。1976年中学毕业后，赶上了最后一批知青上山下乡的末班车，到上海郊区松江县张泽公社的生产队（如今叶榭镇）插队当农民。1977年恢复了高考，让高蓓明及时地脱离了农村，成为文革后高考的第一批大学生，考上了华东化工学院（今华东理工大学），学的是化学制药专业。高蓓明毕业后分配到上海的一个研究所工作。1989年前往日本研修日语，1990年底转到德国北威州就读。她攻读了外贸专业，并在一些企业短期工作过。1994年高蓓明与一位德国人结婚，生活稳定下来。她2009年加入歐洲華文作家協會。

## 寫作
高蓓明信奉基督教，利用夜晚的时间研读海外学人培训网的神学函授课程的全部学科，取得了结业证书。高蓓明文学功底扎实、艺术修养深厚，又有广博的神学知识，而圣经是西方文学取之不尽的源泉。在宗教改革500周年前，她跟随德国著名的女主教马戈·开斯曼（Margot Käßmann）去了北欧许多国家，了解当年宗教改革为何在这里能够兴盛的背景；跟随科隆天主教区组织的团队去法国考察世界上最古老的修道院，了解它们发展的历史踪迹。在荷兰比利时，她看到了许多从14世纪到17世纪的宗教名画，对她启示特别大，那些信徒能够深切地领会圣经的丰富含义，将那些著名的故事用形象的场景表达出来。比如伦勃朗的《浪子回家》、范埃克的祭坛画《神的羔羊》、鲁本斯的《玛利亚升天》和《上十字架》等等，不仅有震撼的艺术感染力，更让人思考。她不断地祷告，求上帝而来的智慧和能力，许多属灵的文字就这样慢慢地从手下流淌而传出去。
她文笔细腻，感情深沉。作品《德國教會史上最偉大的聖歌作者》、《路德之死》、《听那天上的歌》、《保罗‧葛哈特的歌》、《日本浮世绘》等收入多种选本。《失忆人》被编入中国大陆的语文教科书。 高蓓明为德国《华商报》【文海苦旅】专栏作者。 2000年曾获《本月刊》优秀奖。